# Kaliganj Upazila, Gazipur
Kaliganj är ett underdistrikt i Bangladesh. Det ligger i den centrala delen av landet, 30 km norr om huvudstaden Dhaka.
Trakten runt Kaliganj består till största delen av jordbruksmark. Runt Kaliganj är det mycket tätbefolkat, med 2 431 invånare per kvadratkilometer.